# Bundestagswahlkreis Stade – Cuxhaven
Der Bundestagswahlkreis Stade – Cuxhaven war ein Wahlkreis in Niedersachsen bei den Bundestagswahlen 2002 und 2005. Er trug die Wahlkreisnummer 31 und umfasste den Landkreis Stade sowie vom Landkreis Cuxhaven die Samtgemeinden Am Dobrock, Börde Lamstedt, Hadeln, Hemmoor und Sietland.

## Letzte Wahl
Die Bundestagswahl 2005 hatte folgendes Ergebnis:
| Direktkandidat   | Partei               | Erststimmen in % | Zweitstimmen in % |
| ---------------- | -------------------- | ---------------- | ----------------- |
| Margrit Wetzel   | SPD                  | 48,1             | 41,9              |
| Martina Krogmann | CDU                  | 42,5             | 35,5              |
| Peter Rolker     | FDP                  | 3,7              | 9,1               |
| Henning Münnecke | GRÜNE                | 3,7              | 6,8               |
| –                | Die Linke.           | –                | 4,0               |
| Adolf Dammann    | NPD                  | 2,0              | 1,5               |
| –                | Die Tierschutzpartei | –                | 0,6               |
| –                | PBC                  | –                | 0,1               |
| –                | GRAUE                | –                | 0,4               |
| –                | BüSo                 | –                | 0,0               |
| –                | MLPD                 | –                | 0,0               |
| –                | Pro DM               | –                | 0,1               |

## Geschichte
Im Zuge der Neugliederung der Wahlkreise vor der Bundestagswahl 2002 wurde der Wahlkreis Stade – Cuxhaven aus Teilen der ehemaligen Wahlkreise Cuxhaven und Stade – Rotenburg I neu gebildet.
Für die Bundestagswahl 2009 wurde er wieder aufgelöst. Der gesamte Landkreis Cuxhaven wurde dem Wahlkreis Cuxhaven – Stade II zugeordnet, der Landkreis Stade wurde auf die Wahlkreise Cuxhaven – Stade II und Stade I – Rotenburg II aufgeteilt.

## Bisherige Abgeordnete
Direkt gewählte Abgeordnete des Wahlkreises Stade – Cuxhaven waren
| Wahl | Name           | Partei | Erststimmen in % |
| ---- | -------------- | ------ | ---------------- |
| 2005 | Margrit Wetzel | SPD    | 48,1             |
| 2002 | Margrit Wetzel | SPD    | 52,3             |